# Momentive (companie software)
Momentive Inc. (fostă SurveyMonkey Inc.) este o companie de gestionare a experienței care oferă software bazat pe cloud în informații despre mărci, informații despre piață, experiență de produs, experiența angajaților, experiența clienților, dezvoltare de sondaje online și o suită de programe back-end plătite.
Împreună cu o clădire a sediului de 200.000 de metri pătrați din San Mateo, California, SurveyMonkey are birouri în Portland, Seattle, Dublin, Ottawa, Londra și Sydney. În 2021, SurveyMonkey avea aproximativ 1.600 de angajați.
Pe 9 iunie 2021, SurveyMonkey și-a anunțat rebrand-ul la Momentive cu intenția de a reprezenta mai bine suita de produse business-to-business. SurveyMonkey va continua să funcționeze ca platformă subsidiară de sondaj. Portofoliul de produse Momentive Inc. include Momentive, GetFeedback și SurveyMonkey.

## Istorie

### Fondator
SurveyMonkey a fost fondată de Ryan Finley și Chris Finley în 1999. În 2009, Spectrum Equity și Bain Capital au dobândit un interes majoritar în companie. În același an, Dave Goldberg s-a alăturat SurveyMonkey în calitate de CEO.
Compania a devenit publică sub numele de SurveyMonkey (Nasdaq: SVMK) pe 25 septembrie 2018.

### Expansiune
În 2010, compania a primit 100 de milioane de dolari în finanțare prin datorii de la Bank of America Merrill Lynch și SunTrust Robinson Humphrey.
În 2014, compania a strâns 250 de milioane de dolari în finanțare prin capitaluri proprii de la Google Capital (acum CapitalG), Tiger Global Management, Baillie Gifford, T. Rowe Price și Morgan Stanley.
În 2017, compania a lansat „SurveyMonkey Genius”, care estimează performanța sondajului și face sugestii aplicabile pentru a crește eficiența sondajului. În august, compania a lansat „SurveyMonkey CX”, care ajută organizațiile să își gestioneze programele de experiență cu clienții.

### Achiziții
Compania a achiziționat alte trei instrumente de sondaj: Precision Polling, Wufoo și Zoomerang, precum și o acțiune de 49,9% în Clicktools, cu sediul în Marea Britanie.
În august 2014, SurveyMonkey a achiziționat compania canadiană Fluidware, creatorul FluidSurveys.com și FluidReview.com.
SurveyMonkey a achiziționat TechValidate, o companie canadiană de automatizare a conținutului de marketing în august 2015.
Până în martie 2019, SurveyMonkey a achiziționat Usabilla, o companie de sondaje pentru site-uri și aplicații cu sediul în Amsterdam, pentru 80 de milioane de dolari în numerar și acțiuni. În același an, SurveyMonkey a achiziționat GetFeedback, o companie de gestionare a experienței clienților din San Francisco, în august.

### Trecerea la Momentive
Pe 9 iunie 2021, SurveyMonkey și-a anunțat rebrand-ul ca Momentive, o nouă entitate care cuprinde soluții de management al experienței și informații corporative într-o suită de produse. Momentive include SurveyMonkey, GetFeedback și Momentive Insights.